# الكوارث الطبيعة عام 2018
يشهد العالم المزيد من الكوارث الطبيعة، حتّى أصبحت جزءًا من حياة القاطنين على هذا الكوكب.

## البراكين
- غواتيمالا: تسبب ثوران بركان فويغو في مقتل 150 شخصا واعتبار 300 شخص في عداد المفقودين[1]
- هاواي: تسبب ثوران كيلاويا إلى إجلاء آلاف السّكان وحرق أكثر من 15 ألف فدّان من الأراضي وتدمير عدد كبير من المنشآت والمباني.[2]

- إندونيسيا: تسبب ثوران بركاني ميرابي وأجونج إلى إجلاء مئات الألاف من السّكان.
- الفليبين: تسبب ثوران بركان مايون في إجلاء 85 ألف شخص بعدما أطلق أطنانا من الرّماد والصّخور البركانيّة.

## الزلازل
ضربت 5 زلازل كانت الأكثر تدميراً عام 2018، وهي:
- زلزال أوساكا في اليابان.
- زلزال آكاري في البيرو.
- زلزال هاواي.
- زلزال بابوا غينيا الجديدة.
- زلزال المكسيك.
- ومن أقوى الزلازل كان زلزال إندونيسيا 2018 زلزال بقوة 5 .7 يضرب جزيرة سيلاويسي ويقتل 2200 شخص واعتبار 5000 ويتسبب خسائر إقتصادية فادحة.

## الفيضانات
- تسببت الانهيارات الطينية في اليابان إلى مقتل 200 وفقدان 100 شخص وإجلاء نحو مليوني شخص.
- وتسبب الفياضانات القوية في كوريا الشمالية إلى مقتل 75 و فقدان 76 آخرين.
- وتسببت الفيضانات في الهند إلى مقتل 50.
- وتسببت السيول في الأردن إلى مقتل 32.
- وفي لبنان أدت الفياضانات إلى خسائر إقتصادية.

## الاعاصير
- ومن أشهر الاعاصير إعصار مانكوت الذي ضرب الصين والفلبين و تايوان وأدى إلى مقتل 59 في الفلبين [3] وإلى خسائر إقتصادية كبيرة في الصين.
- وأدى إعصار مايكل الذي ضرب فلوريدا وأدا إلى خسائر إقتصادية.[4]
- وتسبب إعصار فلورنس الذي ضرب ولاية كارولانيا الشمالية إلى فيضانات قورية قتلت 43 شخص.